# Amedeo Maiuri
Amedeo Maiuri, né le 7 janvier 1886 à Veroli et mort le 7 avril 1963 à Naples, est un archéologue italien. Il dégage avec de nouvelles méthodes et protège un large périmètre des cités romaines de Pompéi et d'Herculanum.

## Biographie
Amedeo Maiuri est chargé entre 1913 et 1924 d'une mission archéologique en mer Égée, avec la charge de directeur du musée archéologique de Rhodes et de surintendant des fouilles du Dodécanèse, sous occupation italienne à cette époque. Après ces activités, il revient en Italie, où il assure le poste de directeur du Musée national de Naples (1924-61).
Durant la Seconde Guerre mondiale, il fait évacuer les collections du musée à mont Cassin, pour les protéger des bombardements alliés dévastateurs de 1943. Par chance, les collections sont transférées du mont Cassin par les Allemands avant la destruction le 15 février 1944 de l'abbaye millénaire par les forces alliées.
Bien que haut fonctionnaire de l'administration publique du régime fasciste, membre de l'Académie Royale Italienne et organisateur de l'exposition de la romanité de 1937, Maiuri traversa indemne les épurations d'après-guerre. Il fut plutôt nommé par le second Gouvernement Badoglio, régent de la Direction dont il était déjà le directeur et qu'il dirigera jusqu'à ses 75 ans.
À partir de 1936, il tient la chaire d'Antiquités Pompéiennes et Herculanéennes  à l'Université de Naples - Frédéric-II, et de 1951 à 1956 celle d'Histoire Romaine à l'Institut Suor Orsola Benincasa.
Après les fouilles en Grèce, il dirige les fouilles des ruines de Pompéi et d'Herculanum (de 1924 à 1961), ainsi que la Villa Jovis sur l'île de Capri. Par la suite, il devient membre de l'Accademia dei Lincei en 1936 (où il fut admis à nouveau dès 1946).
Dans les Champs Phlégréens, il suit les fouilles à Cumes où, sous l'acropole, il pense avoir identifié l'antre de la Sybille (1932). Il commence l'étude systématique de ce qui deviendra le vaste  parc archéologique de Baia. Toujours à Baia, en 1959 il fera faire des fouilles sous-marines sur les habitations submergées par le bradyséisme dans l'Antiquité. À Liternum il cherche la maison et la tombe de Scipion l'Africain.
À Herculanum il abandonne à partir de 1927, comme à Pompéi, la méthode du XVIIIe siècle qui consistait à fouiller avec des tunnels et applique une méthode moderne. Il déblaie ainsi bonne partie de la ville antique, en publiant les résultats en 1958.
À Pompéi il dédie, le long des ans, une activité très fournie et constante, pour identifier les limites de la ville et pour relier les diverses campagnes de fouilles qui y avaient été faites. Il fit restaurer les structures et créa l'activité touristique autour du site archéologique. À la fin de son travail, seulement un tiers de la ville reste enfoui.

## Œuvres
- Pompei, i nuovi scavi e la villa dei misteri, Rome, 1931
- L'ultima fase edilizia di Pompei, Rome, 1941
- Pompei ed Ercolano : Fra case e abitanti, Letre Venezie, 1950, 296 pages
- Studi e ricerche sull'anfiteatro flavio puteolano, 1955
- La Peinture Romaine, traduction française de Rosabianca, Skira, 1953, 155 pages
- Vecchie e nuove cronache dell'archeologia campana, Naples, 1955
- I Campi Flegrei, Rome, 1958
- Ercolano. I nuovi scavi (1927–1958), Libreria dello Stato, Rome, 1958
- Lettere di Tiberio da Capri, Fiorentino, 1961, 143 pages
- Naples, Pompéi, Herculanum : Promenades en Campanie, traduction française de Denise Crescenzi, Arthaud, 1962, 275 pages Ed. originale Passeggiate Campane, Sansoni, 1957.